# Frank Miller
Frank Miller (* 27. ledna 1957 Olney, Maryland) je americký spisovatel, scenárista a kreslíř komiksů a také filmový režisér. Nejvíce známý pro své temné a naturalistické komiksové příběhy Ronin, Daredevil Znovuzrozený, Batman: Návrat temného rytíře, Sin City a 300. Pracoval na mnoha dílech pro významná vydavatelství, jako jsou Gold Key, DC Comics, Marvel a především Dark Horse Comics.

## Biografie a kariéra

### Dětství
Narodil se 27. ledna 1957 ve městě Olney, v Marylandu, ale vyrůstal ve městě Montpelier ve Vermontu. Je pátým ze sedmi sourozenců. Jeho otec byl tesař/elektrikář a matka zdravotní sestra. Byl vychován v katolické víře. Má irské předky.

### Počátky kariéry
Od dětství se zajímal o komiksy, jeho dopis nakladatelství Marvel Comics otiskli v sešitu The Cat #3 (z dubna 1973).V komiksové branži začal u vydavatelství Gold Key Comics na komiksu The Twilight Zone #84 a 85 (červen a červenec 1978). V těch však nebyl uveden jako autor. První autorství mu bylo přiznáno až pro kresbu sešitu Weird War Tales #64 (červen 1978). U nakladatelství ho mentoroval zkušený kreslíř Neal Adams. V roce 1978 si ho najali také u DC Comics, aby kreslil sešit Unknown Soldier #219 (září 1978). Téhož roku byl najat i vydavatelstvím Marvel Comics, kde kreslil sešit John Carter, Warlord of Mars #18 (listopad 1978). Od té doby také kreslil variantní obálky dalších sešitů od Marvelu.

### Daredevil a Marvel

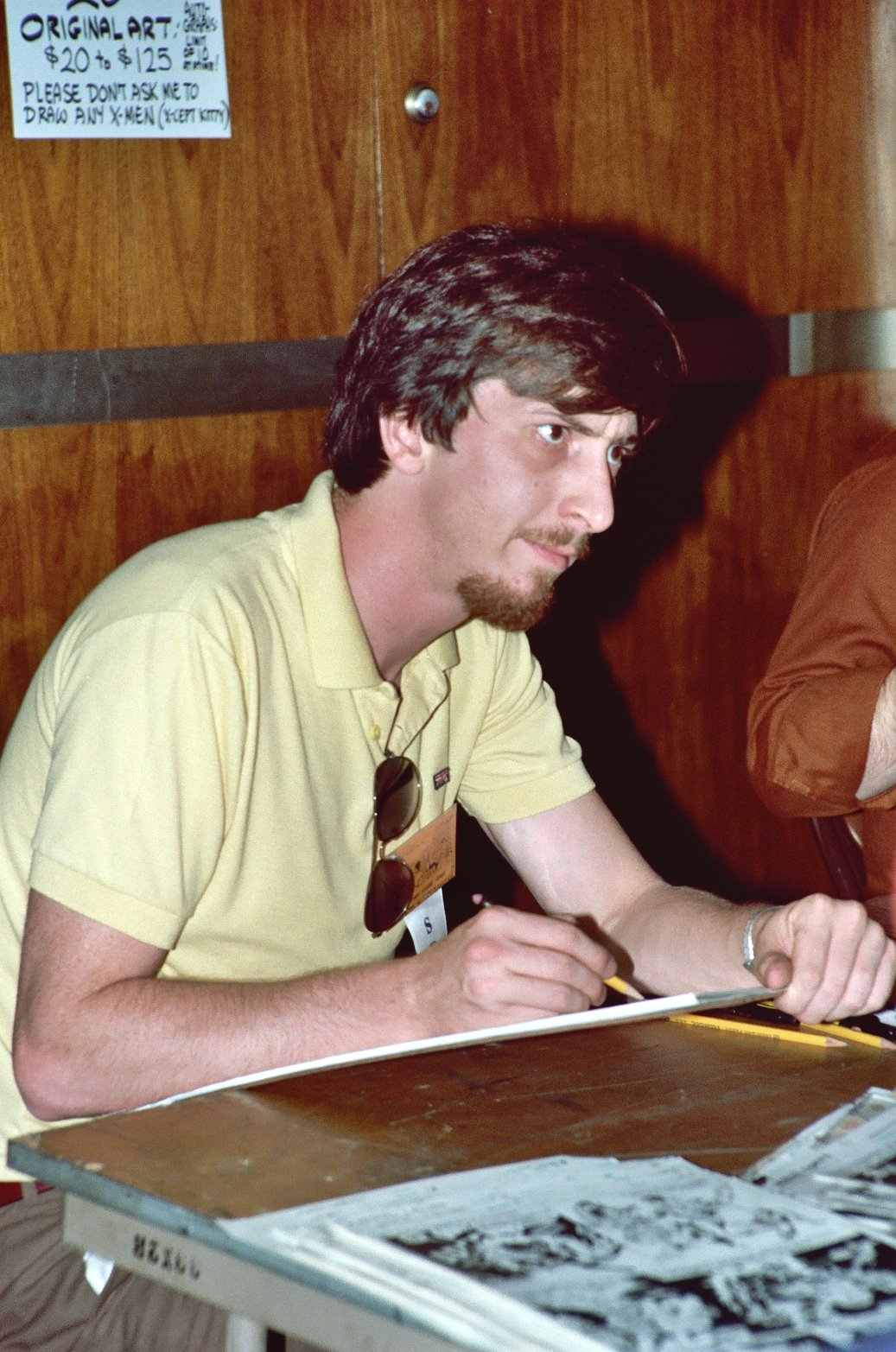
Frank Miller na San Diego Comic Con (1982)

V květnu 1979 jako kreslíř debutoval u komiksové série Daredevil (číslo 158), která se potácela před zrušením. Scénář tehdy psal Roger McKenzie. Nicméně prodej se nezlepšil a zrušení série bylo stále ve hře. Sám Miller chtěl od série kvůli neshodám s McKenziem odejít. Vše se změnilo, když se novým šéfredaktorem stal Denny O'Neil, který McKenzieho vyhodil a Daredevila předal Millerovi. S číslem 168 (leden 1981) se Miller chopil jak kresby, tak i scénáře. Od té doby razantně rostl prodej série a Marvel začal Daredevila vydávat opět jako měsíčník, do té doby šlo o dvojměsíčník. Miller do komiksu přinesl svůj styl inspirovaný noir filmy. Předělal pojetí postav, která se stala realističtější a příběhy více temnými. Také zavedl nové postavy, jako například Elektru nebo Sticka. Miller však nestíhal psát scénář i kreslit, a proto čím dál tím víc sérii kreslil její dřívější inker Klaus Janson. Miller sérii opustil v únoru 1983 v čísle 191.
V roce 1980 také kreslil pro DC krátký vánoční příběh Batmana "Wanted: Santa Claus – Dead or Alive",který napsal Dennis O'Neil pro sešit DC Special Series #21. V roce 1982 spolupracoval se scenáristou Chrisem Claremontem na minisérii Wolverine #1–4, kterou kreslil. Miller se podílel také na tvorbě zápletky. Minisérie byla úspěchem. V letech 1983–1984 dostal svůj první vlastní titul u DC Comics – Ronin, výbušného futuristického hi-tech samuraje.

### Návrat Temného rytíře a pozdní 80. léta
V roce 1986 napsal kultovní minisérii Batman: Návrat temného rytíře, ve které vytvořil moderní pojetí superhrdinského komiksu, které předělalo idylické příběhy v temné až naturalistické. Minisérie byla vydána ve stejném roce jako komiks Alana Moorea Watchmen – Strážci. Komiks tím začal cílit spíš na dospělejší publikum než na děti. Komiks vypráví příběh o stárnoucím Batmanovi, který odešel do superhrdinského důchodu po smrti druhého Robina (Jasona Todda). V 55 letech se však musí vrátit do akce, aby skoncoval se zvyšujícím se zločinem v temném Gothamu. V roce 1987 předělal původ postavy Batmana ve story-arcu Batman: Rok Jedna (Batman #404–407) s kresbou Davida Mazzucchellieho, tento příběh se stal jedním z best-sellerů u DC.
Ve stejné době se vrátil k Daredevilovi a napsal známý příběh Daredevil: Znovuzrozený (Daredevil #227–233, 1986), který kreslil David Mazzucchelli. Daredevil se pod vedením Millera dočkal stejného přerodu jako Batman. V roce 1986 ještě napsal komiks Daredevil: Love and War, který kreslil Bill Sienkiewicz. Stejná dvojice spolu pro Epic Comics vydala v roce 1987 komiks Elektra: Assassin. Po sporech s DC Comics týkající se práv a dohledu nad autory, z DC Comics odešel.

### 90. léta: Sin City, 300
V 90. letech pracoval jako nezávislý autor pro Dark Horse Comics. Tehdy vytvořil komiksy Sin City (od roku 1991), Big Guy and Rusty the Boy Robot (1995) a 300 (1998). Pro Epic Records vydal ještě komiks Elektra Lives Again (1990), který psal i maloval. Pro Dark Horse psal také minisérii Give Me Liberty, kterou kreslil Dave Gibbons.
V téže době napsal scénáře k filmům RoboCop 2 (1990) a RoboCop 3 (1993). Ty se ovšem dočkaly spíše rozpačitého přijetí.
V roce 1993 se znovu vrátil k Daredevilovi s minisérií Daredevil: The Man Without Fear (Daredevil: Rok jedna), kterou kreslil John Romita Jr.. Minisérie přepsala původ postavy. Pro Image Comics napsal sešit Spawn #11 a crossover Spawn/Batman.

### Batman: The Dark Knight Strikes Again a tvorba po roce 2000

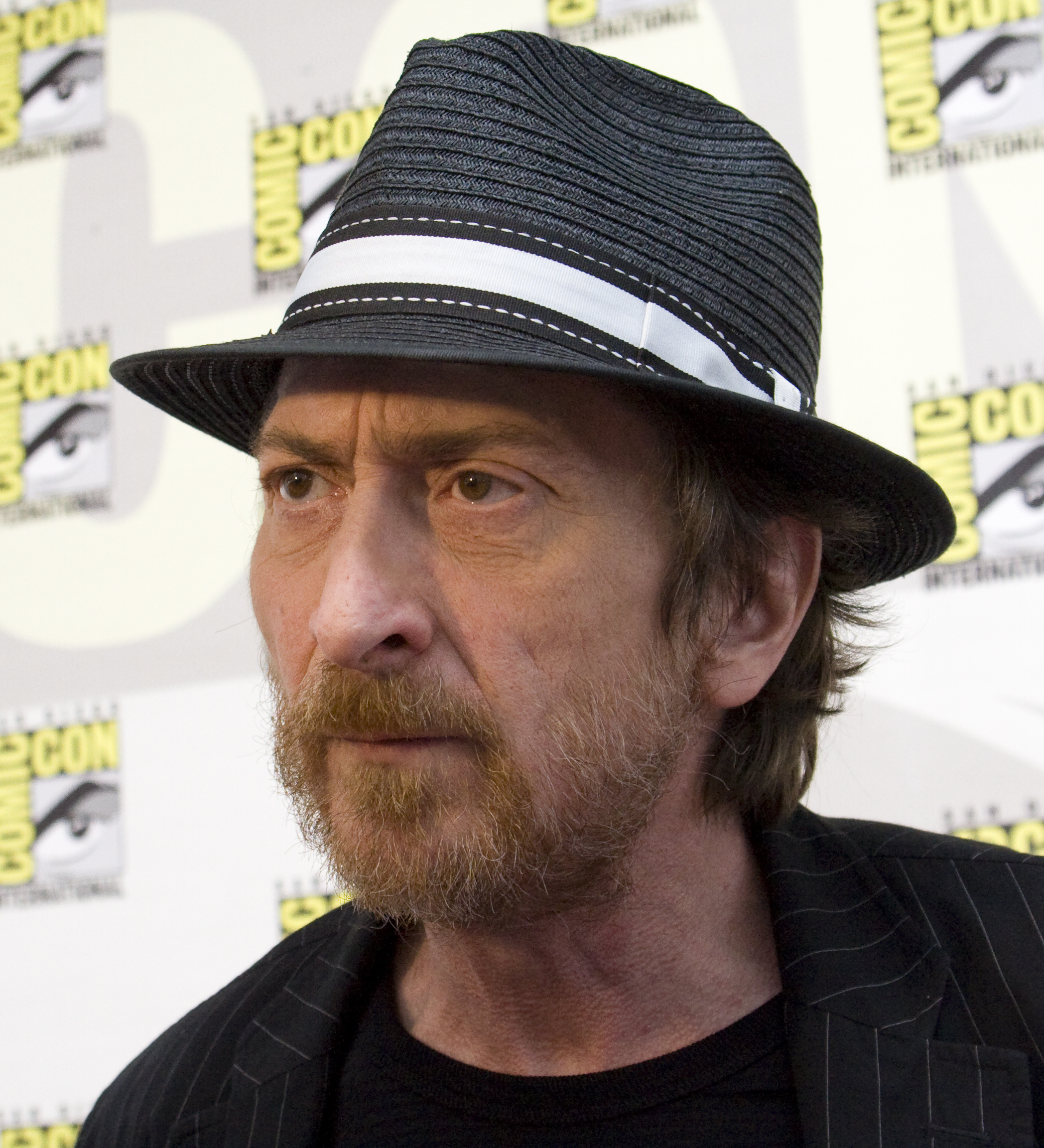
Frank Miller na San Diego Comic Con (2008)

Pro komiksový Star Trek vytvořil ilustrace na obálkách pro sešity The Haunting of the Enterprise! a Domain of the Dragon God! od Marvel.
V roce 2001 se vrátil k Batmanovi v příběhu Batman: The Dark Knight Strikes Again. Šlo o sequel k Návratu Temného rytíře, který reflektoval teroristické útoky 11. září 2001. Nicméně nebyl přijat stejně vřele jako jeho předchůdce. V roce 2005 ještě napsal sérii All Star Batman and Robin the Boy Wonder, kterou kreslil Jim Lee.
V roce 2005 spolurežíroval s Robertem Rodriguezem adaptaci svého komiksu Sin City. V roce 2008 si odbyl svůj režisérský debut filmem Spirit.
V roce 2011 vydal komiks Holy Terror (Teror ve jménu víry), který pojednával o útocích Al-Káidy.
Mezi roky 2015 a 2016 bylo vydáno třetí pokračování Temného rytíře s názvem The Dark Knight III: The Master Race, spoluautorem byl i scenárista Brian Azzarello, kreslíři Andy Kubert a Klaus Janson. Minisérie byla přijata dobře. V červnu 2016 Miller spolu s Azzarellem napsali také one-shot Dark Knight Returns: The Last Crusade, který je prequelem k původnímu příběhu z roku 1986. Kresby se chopili John Romita Jr. a Peter Steigerwald.
V červenci 2015 byl na San Diego Comic-Conu, uveden do síně slávy Eisner Awards Hall Of Fame.
V roce 2017 oznámil práci na dalších dvou komiksech. V roce 2018 vydal pětidílný prequel ke komiksu 300 s názvem Xerxes: The Fall of the House of Darius and the Rise of Alexander u nakladatelství Dark Horse Comics. V roce 2018 měl pro DC Comics vyjít komiks s názvem Superman: Year One, který měl odstartovat speciální edici DC Black Label, ale po několika odloženích bylo vydání posunuto na neurčito do roku 2019. Třísešitový komiks nakonec začal vycházet v září 2019. V prosinci 2009 mu u DC vyšel sešit Dark Knight Returns: The Golden Child #1.

## Osobní život
Byl ženatý s koloristkou Lynn Varley, ale rozvedli se v roce 2005. Varley kolorovala některé Millerovy komiksy, například Ronina nebo 300. Od té doby se stýkal s Kimberly Halliburton Cox.

## Česky vydané komiksy
Na českém trhu byly vydány následující komiksy se scénářem a/nebo kresbami Franka Millera:
Sin City:
- 2008 – Sin City 1 – Drsný sbohem
- 2008 – Sin City 2 – Ženská, pro kterou bych vraždil
- 2009 – Sin City 3 – Velká tučná zabijačka
- 2009 – Sin City 4 – Ten žlutej parchant, (dvě vydání)
- 2010 – Sin City 5 – Rodinný hodnoty, (dvě vydání)
- 2011 – Sin City 6 – Chlast, děvky a bouchačky, (dvě vydání)
- 2014 – Sin City 7 – Do srdce temnoty (v roce 2004 vydáno jako Pekelná jízda)

Superhrdinské:
- 2008 – Batman – Rok jedna
- 2012 – Batman – Návrat temného rytíře (s David Mazzucchelli), (dvě vydání)
- 2011 – Daredevil – Rok jedna (s John Romita Jr.)
- 2013 – Ultimátní komiksový komplet #4: Wolverine (s Chris Claremont)
- 2013 – Ultimátní komiksový komplet #7: Daredevil – Zmrtvýchvstání (s David Mazzucchelli)
- 2016 – Ultimátní komiksový komplet #120: Daredevil – Na černé listině, (autoři: Roger McKenzie, Frank Miller a Klaus Janson: Daredevil (vol. 1) #158–161 a #163–167, 1979–80)
- 2016 – Elektra – Atentát (s Bill Sienkiewicz)
- 2018 – Nejmocnější hrdinové Marvelu #41: Elektra, (autoři: Frank Miller a Klaus Janson: Daredevil (Vol. 1) #168, #174-181, 1981–82)

Ostatní:
- 2011 – 300: Bitva u Thermopyl (s Lynn Varley)
- 2013 – Darebák (s Simon Bisley)
- 2013 – Drsná škola (s Claude Legris)
- 2015 – Teror ve jménu víry
- 2020 – Xerxés: Pád domu Dareiova a vzestup Alexandrův

### Dobová tabulka prodeje vybraných komiksů Franka Millera
| Název                                                             | Číslo                                                                | Prodej v USA | Měsíc a rok   | Vydavatel         | Zdroj |
| ----------------------------------------------------------------- | -------------------------------------------------------------------- | ------------ | ------------- | ----------------- | ----- |
| Bad Boy (Darebák)                                                 | one-shot                                                             | 24 050 ks    | prosinec 1997 | Oni Press         |       |
| 300                                                               | 300 #1                                                               | 48 986 ks    | květen 1998   | Dark Horse Comics |       |
| 300                                                               | 300 #2                                                               | 43 110 ks    | červen 1998   | Dark Horse Comics |       |
| 300                                                               | 300 #3                                                               | 41 152 ks    | červenec 1998 | Dark Horse Comics |       |
| 300                                                               | 300 #4                                                               | 43 647 ks    | srpen 1998    | Dark Horse Comics |       |
| 300                                                               | 300 #5                                                               | 45 426 ks    | září 1998     | Dark Horse Comics |       |
| Sin City: Hell & Back (Sin City 7: Do srdce temnoty)              | Sin City: Hell & Back #1                                             | 49 426 ks    | červenec 1999 | Dark Horse Comics |       |
| Sin City: Hell & Back (Sin City 7: Do srdce temnoty)              | Sin City: Hell & Back #2                                             | 44 207 ks    | srpen 1999    | Dark Horse Comics |       |
| Sin City: Hell & Back (Sin City 7: Do srdce temnoty)              | Sin City: Hell & Back #3                                             | 42 077 ks    | září 1999     | Dark Horse Comics |       |
| Sin City: Hell & Back (Sin City 7: Do srdce temnoty)              | Sin City: Hell & Back #4                                             | 41 319 ks    | říjen 1999    | Dark Horse Comics |       |
| Sin City: Hell & Back (Sin City 7: Do srdce temnoty)              | Sin City: Hell & Back #5                                             | 38 989 ks    | listopad 1999 | Dark Horse Comics |       |
| Sin City: Hell & Back (Sin City 7: Do srdce temnoty)              | Sin City: Hell & Back #6                                             | 42 620 ks    | prosinec 1999 | Dark Horse Comics |       |
| Sin City: Hell & Back (Sin City 7: Do srdce temnoty)              | Sin City: Hell & Back #7                                             | 37 490 ks    | leden 2000    | Dark Horse Comics |       |
| Sin City: Hell & Back (Sin City 7: Do srdce temnoty)              | Sin City: Hell & Back #8                                             | 35 311 ks    | únor 2000     | Dark Horse Comics |       |
| Sin City: Hell & Back (Sin City 7: Do srdce temnoty)              | Sin City: Hell & Back #9                                             | 35 352 ks    | duben 2000    | Dark Horse Comics |       |
| The Dark Knight Strikes Again                                     | The Dark Knight Strikes Again #1                                     | 187 376 ks   | prosinec 2001 | DC Comics         |       |
| The Dark Knight Strikes Again                                     | The Dark Knight Strikes Again #2                                     | 166 720 ks   | leden 2002    | DC Comics         |       |
| The Dark Knight Strikes Again                                     | The Dark Knight Strikes Again #3                                     | 184 327 ks   | únor 2002     | DC Comics         |       |
| Holy Terror (Teror ve jménu víry)                                 | kniha                                                                | 9 939 ks     | září 2011     | Legendary Comics  |       |
| Holy Terror (Teror ve jménu víry)                                 | kniha                                                                | 1 058 ks     | říjen 2011    | Legendary Comics  |       |
| Holy Terror (Teror ve jménu víry)                                 | kniha                                                                | 410 ks       | listopad 2011 | Legendary Comics  |       |
| The Dark Knight III: The Master Race                              | The Dark Knight III: The Master Race #1                              | 440 234 ks   | listopad 2015 | DC Comics         |       |
| The Dark Knight III: The Master Race                              | The Dark Knight III: The Master Race #2                              | 158 188 ks   | prosinec 2015 | DC Comics         |       |
| The Dark Knight III: The Master Race                              | The Dark Knight III: The Master Race #3                              | 146 044 ks   | únor 2016     | DC Comics         |       |
| The Dark Knight III: The Master Race                              | The Dark Knight III: The Master Race #4                              | 143 055 ks   | duben 2016    | DC Comics         |       |
| The Dark Knight III: The Master Race                              | The Dark Knight III: The Master Race #5                              | 139 919 ks   | červen 2016   | DC Comics         |       |
| The Dark Knight III: The Master Race                              | The Dark Knight III: The Master Race #6                              | 133 642 ks   | říjen 2016    | DC Comics         |       |
| The Dark Knight III: The Master Race                              | The Dark Knight III: The Master Race #7                              | 119 114 ks   | prosinec 2016 | DC Comics         |       |
| The Dark Knight III: The Master Race                              | The Dark Knight III: The Master Race #8                              | 107 892 ks   | březen 2017   | DC Comics         |       |
| The Dark Knight III: The Master Race                              | The Dark Knight III: The Master Race #9                              | 103 319 ks   | červen 2017   | DC Comics         |       |
| Dark Knight Returns: The Last Crusade                             | one-shot                                                             | 122 305 ks   | červen 2016   | DC Comics         |       |
| Xerxes: The Fall of the House of Darius and the Rise of Alexander | Xerxes: The Fall of the House of Darius and the Rise of Alexander #1 | 24 210 ks    | duben 2018    | Dark Horse Comics |       |
| Xerxes: The Fall of the House of Darius and the Rise of Alexander | Xerxes: The Fall of the House of Darius and the Rise of Alexander #2 | 16 840 ks    | květen 2018   | Dark Horse Comics |       |
| Xerxes: The Fall of the House of Darius and the Rise of Alexander | Xerxes: The Fall of the House of Darius and the Rise of Alexander #3 | 13 677 ks    | červen 2018   | Dark Horse Comics |       |
| Xerxes: The Fall of the House of Darius and the Rise of Alexander | Xerxes: The Fall of the House of Darius and the Rise of Alexander #4 | 12 427 ks    | červenec 2018 | Dark Horse Comics |       |
| Xerxes: The Fall of the House of Darius and the Rise of Alexander | Xerxes: The Fall of the House of Darius and the Rise of Alexander #5 | 11 809 ks    | srpen 2018    | Dark Horse Comics |       |

### DC Comics
- Weird War Tales
  - "Deliver Me from D-Day" (s Wyatt Gwyon, v #64, 1978)
  - "The Greatest Story Never Told" (s Paul Kupperberg, v #68, 1978)
  - "The Day After Doomsday" (s Roger McKenzie, v #68, 1978)
- Unknown Soldier #219: "The Edge of History" (s Elliot S. Maggin, 1978)
- Batman:
  - Batman: The Greatest Stories Ever Told Volume 1:
    - DC Special Series #21: "Wanted: Santa Claus—Dead or Alive!" (s Dennis O'Neil, 1979)

  - Absolute Dark Knight:
    - Batman: The Dark Knight Returns #1–4 (1986)
    - Batman: The Dark Knight Strikes Again #1–3 (2001)
    - The Dark Knight III: The Master Race #1–9, s Brian Azzarello, Andy Kubert a Klaus Janson, 2015-2017
    - Dark Knight Returns: The Last Crusade, one-shot, s Brian Azzarello, 2016
    - Dark Knight Returns: The Golden Child #1, s Rafael Gramp, 2019.

  - Batman: Rok jedna:
    - Batman #404–407 (s David Mazzucchelli, 1987)

  - All-Star Batman and Robin the Boy Wonder #1–10 (s Jim Lee, 2005–2008)
    - Čísla #1–9 ve Volume 1
    - All Star Batman and Robin the Boy Wonder: Dark Knight: Boy Wonder #1–6 (s Jim Lee)

- Ronin #1–6 (1983) v Ronin
- Superman #400: "The Living Legends of Superman" (s Elliot S. Maggin a další, 1984)
- Fanboy #5 (s Mark Evanier a další, 1999) v Fanboy
- Superman and Batman: World's Funnest: "Last Imp Standing!" (s Evan Dorkin, one-shot, 2000)
- Orion #3: "Tales of the New Gods: Nativity" (s Walt Simonson, 2000)

### Marvel Comics
- John Carter, Warlord of Mars #18: "Meanwhile, Back in Helium!" (s Chris Claremont, 1978) ve Edgar Rice Burroughs' John Carter, Warlord of Mars
- The Complete Frank Miller Spider-Man:
  - The Spectacular Spider-Man #27–28 (s Bill Mantlo, 1979)
  - The Amazing Spider-Man Annual #14–15 (s Dennis O'Neil, 1980–1981)
  - Marvel Team-Up:
    - "Introducing: Karma!" (s Chris Claremont, in #100, 1980)
    - "Power Play!" (s Herb Trimpe, in Annual #4, 1981)
- Marvel Two-in-One #51: "Full House--Dragons High!" (s Peter Gillis, 1979) ve Essential Marvel Two-in-One Volume 2
- Daredevil:
  - Daredevil by Frank Miller & Klaus Janson Omnibus:
    - "A Grave Mistake" (s Roger McKenzie, v #158, 1979)
    - "Marked for Death" (s Roger McKenzie, v #159–161, 1979–1980)
    - "Blind Alley" (s Roger McKenzie, v #163, 1980)
    - "Exposé" (s Roger McKenzie, v #164, 1980)
    - "Arms of the Octopus" (s Roger McKenzie, v #165, 1980)
    - "Till Death Do Us Part!" (s Roger McKenzie, v #166, 1980)
    - "...The Mauler!" (s David Michelinie, v #167, 1980)
    - "Elektra" (v #168, 1981)
    - "Devils" (v #169, 1980)
    - "Gangwars" (v #170–172, 1981)
    - "The Assassination of Matt Murdock" (v #173–175, 1981)
    - "Hunters" (v #176–177, 1981)
    - "Paper Chase" (v #178–180, 1982)
    - "Last Hand" (v #181–182, 1982)
    - "Child's Play" (s Roger McKenzie, v #183–184, 1982)
    - "Guts & Stilts" (s Klaus Janson, v #185–186, 1982)
    - "Widow's Bite" (s Klaus Janson, v #187–190, 1982–1983)
    - "Roulette" (s, v #191, 1983)

  - Daredevil by Frank Miller & Klaus Janson Omnibus Companion:
    - "Badlands" (s John Buscema, v #219, 1985)
    - "Warriors" (s Dennis O'Neil a David Mazzucchelli, v #226, 1986)
    - "Born Again" (s David Mazzucchelli, v #227–233, 1986)
    - Daredevil: Love and War (s Bill Sienkiewicz)
    - Daredevil: The Man Without Fear #1–5 (s John Romita, Jr., 1993)

  - Elektra by Frank Miller & Bill Sienkiewicz Omnibus:
    - "Untitled" (v Bizarre Adventures #28, 1981)
    - "What If Bullseye Had Not Killed Elektra?" (v What If? #35, 1982)
    - Elektra: Assassin #1–8 (s Bill Sienkiewicz, 1986–1987)
    - Elektra Lives Again
- Marvel Spotlight #8: "Planet Where Time Stood Still!" (s Mike W. Barr a Dick Riley, 1980)
- Marvel Preview #23: "Final Warning" (s Lynn Graeme, 1980)
- Power Man and Iron Fist #76: "Death Scream of the Warhawk!" (s Chris Claremont a Mike W. Barr, 1981)
- Bizarre Adventures #31: "The Philistine" (s Dennis O'Neil, 1982)
- Fantastic Four Roast (sFred Hembeck, one-shot, 1982)
- What If? #34: "What If Daredevil Were Deaf Instead of Blind?" (1982)
- Wolverine #1–4 (s Chris Claremont, 1982)
- Incredible Hulk Annual #11: "Unus Unchained" (s Mary Jo Duffy, 1981)
- Marvel Fanfare #18: "Home Fires!" (s Roger Stern, 1984)
- Sensational She-Hulk #50: "He's Dead?!" (s John Byrne, 1993)

### Dark Horse Comics
- The Life and Times of Martha Washington in the Twenty-First Century:
  - Give Me Liberty #1–4 (s Dave Gibbons, 1990–1991)
  - Martha Washington Goes to War #1–5 (s Dave Gibbons, 1994)
  - Happy Birthday, Martha Washington (s Dave Gibbons, one-shot, 1995)
  - Martha Washington Stranded in Space (s Dave Gibbons, one-shot, 1995)
  - Martha Washington Saves the World #1–3 (s Dave Gibbons, 1997–1998)
  - Martha Washington Dies: "2095" (s Dave Gibbons, one-shot, 2007)
- Hard Boiled #1–3 (s Geof Darrow, 1990–1992)
- Sin City :
  - Sin City:
    - "Episode 1" (in Dark Horse Presents 5th Anniversary Special, 1991)
    - "Episodes 2–13" (in Dark Horse Presents #51–62, 1991–1992)

  - A Dame to Kill for:
    - A Dame to Kill for #1–6 (1993–1994)

  - The Big Fat Kill:
    - The Big Fat Kill #1–5 (1994–1995)

  - That Yellow Bastard:
    - That Yellow Bastard #1–6 (1996)

  - Family Values
  - Booze, Broads, & Bullets:
    - "Just Another Saturday Night" (v Sin City #1/2, 1997)
    - "Fat Man and Little Boy" (v San Diego Comic Con Comics #4, 1995)
    - "The Customer is Always Right" (v San Diego Comic Con Comics #2, 1992)
    - Silent Night (one-shot, 1995)
    - "And Behind Door Number Three?" (v The Babe Wore Red and Other Stories one-shot, 1994)
    - "Blue Eyes" (v Lost, Lonely, & Lethal one-shot, 1996)
    - "Rats" (v Lost, Lonely, & Lethal one-shot, 1996)
    - "Daddy's Little Girl" (v A Decade of Dark Horse #1, 1996)
    - Sex & Violence (one-shot, 1997)
    - "The Babe Wore Red" (v The Babe Wore Red and Other Stories one-shot, 1994)

  - Hell and Back:
    - Hell and Back, a Sin City Love Story #1–9 (1999–2000)
- RoboCop vs. The Terminator #1–4 (s Walt Simonson, 1992)
- Madman Comics #6–7 (w, with Mike Allred, 1995) collected in Madman Volume 2
- The Big Guy and Rusty the Boy Robot #1–2 (s Geof Darrow, 1995)
- Dark Horse Presents:
  - "Lance Blastoff!" (v #100-1, 1995)
  - "Lance Blastoff, America's Favourite Hero!" (v #114, 1996)
- 300 #1–5 (1998)
- Dark Horse Maverick 2000: "Mercy!" (anthology one-shot, 2000)
- 9-11 Volume 1: "Untitled"
- Dark Horse Maverick: Happy Endings: "The End"
- Autobiografix: "Man with Pen in Head"
- Usagi Yojimbo #100 (2009)
- Xerxes: The Fall of the House of Darius and the Rise of Alexander #1–5 (2018)

## Filmografie
- 2001: Vesmírná Odysea (1968)
- Robocop 2 (1990)
- Dardevil (2003)
- Sin City - město hříchu (2005)

## Scénáře k filmům
- Robocop 2 (1990)
- Sin City – město hříchu (2005)
- Elektra (2005)
- 300: Bitva u Thermopyl (2007)